# Califato de Sokoto
El Califato de Sokoto (árabe: دولة الخلافة في بلاد السودان, literalmente: Califato en las Tierras del Sudán) fue un califato independiente islámico suní en África Occidental que fue fundado durante la yihad de la Guerra Fulaní en 1804 por Usman dan Fodio. Los límites del califato se extendía por los actuales Camerún, Burkina Faso, Níger y Nigeria. Fue abolido cuando los británicos conquistaron el área en 1903 y establecieron el Protectorado de Nigeria del Norte.

Los estados yihadistas fulani de África Occidental, c. 1830.

Desarrollado en el contexto de múltiples reinos Hausa independientes, en su apogeo el califato unió a más de 30 emiratos diferentes y a más de 10 millones de personas en el estado más poderoso de la región y uno de los imperios más importantes de África en el siglo XIX. El califato era una confederación de emiratos poco rígida que reconocía el protectorado del "comandante de los fieles", el sultán o califa. El califato trajo consigo décadas de crecimiento económico en toda la región. Se estima que entre 1 y 2,5 millones de esclavos no musulmanes fueron capturados durante la Guerra Fulaní. Los esclavos proporcionaron mano de obra para las plantaciones y se les dio la oportunidad de convertirse en musulmanes a cambio de su libertad. Los kafir también eran obligados a pagar la yizia.
Aunque los británicos abolieron la autoridad política del califato, el título de sultán se mantuvo y sigue siendo una posición religiosa importante para los musulmanes suníes de la región hasta el día de hoy. La yihad de Usman dan Fodio sirvió de inspiración para una serie de yihads relacionadas en otras partes de la sabana sudanesa y el Sahel, mucho más allá de las fronteras de Nigeria, que condujeron a la fundación de estados islámicos en Senegal, Malí, Costa de Marfil, Chad, República Centroafricana y Sudán.

## Fundación y expansión (1804-1903)

### Antecedentes
La mayor potencia de la región en los siglos XVII y XVIII había sido el Imperio Bornu. Sin embargo, las revoluciones y el surgimiento de nuevos poderes disminuyeron el poder del imperio y para 1759 sus gobernantes habían perdido el control sobre la ciudad oasis de Bilma y el acceso al comercio transahariano. Las ciudades vasallos del imperio se fueron haciendo autónomas poco a poco, y el resultado en 1780 fue un conjunto político de estados independientes en la región.

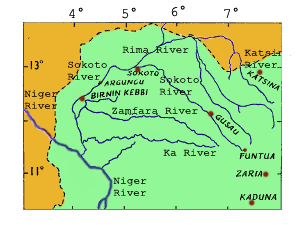
Sistema de ríos de Sokoto.

La caída del Imperio songhai en 1591 a Marruecos también había liberado gran parte del Bilad central como Sudán, y un número de sultanatos Hausa liderados por diferentes aristocracias habían crecido para llenar el vacío. Tres de los más importantes que se desarrollaron fueron los sultanatos de Gobir, Kebbi (ambos en el valle del río Rima) y Zamfara, todos ellos en la actual Nigeria. Estos reinos se enfrentaron entre sí con regularidad, especialmente en la realización de incursiones de esclavos. Para poder pagar la guerra constante, imponían altos impuestos a sus ciudadanos.
La región entre el río Níger y el lago Chad estaba poblada en gran parte por los hausa, los fulani y otros grupos étnicos que habían inmigrado a la zona como los tuareg. Gran parte de la población hausa se había asentado en las ciudades de toda la región y se había urbanizado. Los filani, en cambio, habían permanecido en gran medida como una comunidad pastoral, pastoreando ganado vacuno, cabras y ovejas, y poblando los pastizales entre los pueblos de toda la región. Con el aumento del comercio, un buen número de fulani se asentó en los pueblos, formando una clara minoría.
Gran parte de la población se había convertido al Islam en los siglos anteriores; sin embargo, las creencias paganas locales persistían en muchas áreas, especialmente en la aristocracia. A finales del siglo XVIII, se produjo un aumento de la predicación islámica en los reinos Hausa. Varios de los predicadores estaban vinculados en una Tariqa compartida de estudio islámico. Los eruditos de Maliki fueron invitados o viajaron a las tierras Hausa desde el Magreb y se unieron a las cortes de algunos sultanatos como en Kano. Estos eruditos predicaban el retorno a la adhesión a la tradición islámica. El más importante de estos eruditos es Muhammad al-Maghili, quien trajo la jurisprudencia de Maliki a Nigeria.

### Movimiento Yihadista
Usman dan Fodio, un erudito islámico y fulani urbanizado, había estado educando y predicando activamente en la ciudad de Gobir con la aprobación y el apoyo de los líderes Hausa de la ciudad. Sin embargo, cuando Yunfa, un antiguo estudiante de dan Fodio, se convirtió en sultán de Gobir, restringió las actividades de dan Fodio, obligándolo finalmente a exiliarse en Gudu. Un gran número de personas dejaron Gobir para unirse a dan Fodio, que también comenzó a reunir nuevos partidarios de otras regiones. Sintiéndose amenazado por su antiguo maestro, Yunfa declaró la guerra a dan Fodio el 21 de febrero de 1804.
Usman dan Fodio fue elegido «comendador de los creyentes» (Amir al-Mu'minin) por sus seguidores, lo que marcó el comienzo del estado de Sokoto. Usman dan Fodio creó entonces una serie de abanderados entre los que le seguían, creando una temprana estructura política del imperio. Declarando una yihad contra los reyes Hausa, dan Fodio reunió a sus principales "eruditos guerreros" fulaníes contra Gobir. A pesar de las pérdidas tempranas en la batalla de Tsuntua y en otros lugares, las fuerzas de dan Fodio comenzaron a tomar algunas ciudades clave a partir de 1805. Los Pël utilizaron la guerra de guerrillas para cambiar el conflicto a su favor, y consiguieron el apoyo de la población civil, que se había resentido por el despotismo y los altos impuestos de los reyes Hausa. Incluso algunos Pël no musulmanes empezaron a apoyar a Dan Fodio. La guerra duró desde 1804 hasta 1808, y resultó en miles de muertes. Las fuerzas de dan Fodio fueron capaces de capturar los estados de Katsina y Daura, el importante reino de Kano en 1807, y finalmente conquistó Gobir en 1809. Ese mismo año, Muhammed Bello, hijo de dan Fodio, fundó la ciudad de Sokoto, que se convirtió en la capital de incipiente estado.
La yihad había creado "una nueva frontera de esclavitud sobre la base de un Islam rejuvenecido". Para 1900 el estado de Sokoto tenía "por lo menos un millón y tal vez hasta 2,5 millones de esclavos", en segundo lugar después de Estados Unidos (que tenía 4 millones en 1860) en tamaño entre todas las sociedades esclavas modernas. Sin embargo, en el estado de Sokoto había mucha menos distinción entre los esclavos y sus amos.

### Expansión del estado Sokoto
Desde 1808 hasta mediados de la década de 1830, el estado de Sokoto se expandió, anexando gradualmente las llanuras al oeste y partes claves del territorio yoruba. Se convirtió en uno de los estados más grandes de África, extendiéndose desde el actual Burkina Faso hasta Camerún e incluyendo la mayor parte del norte de Nigeria y el sur de Níger. En su apogeo, el estado de Sokoto incluía más de 30 emiratos diferentes bajo su estructura política.
La estructura política del estado se organizó con el sultán de Sokoto gobernando desde la ciudad de Sokoto (y por un breve período bajo el mando de Muhammad Bello de Wurno). El jefe de cada emirato fue designado por el sultán como el abanderado de esa ciudad, pero se le dio amplia autonomía.
Gran parte del crecimiento del Estado se produjo a través del establecimiento de un extenso sistema de rábidas como parte de la política de consolidación de Muhammed Bello, el segundo sultán. Los rábidas se establecieron, fundando un número de nuevas ciudades con fortalezas amuralladas, escuelas, mercados y otros edificios. Estos resultaron ser cruciales en la expansión a través del desarrollo de nuevas ciudades, el asentamiento de los pastores fulani, y el apoyo al crecimiento de las plantaciones que eran vitales para la economía.

### Economía

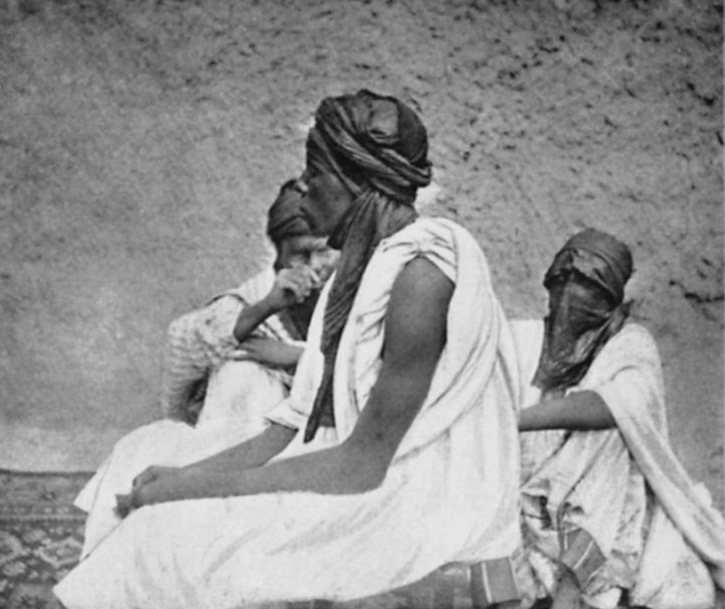
Foto de residentes de Kano en el califato de Sokoto en el año 1900

Después de la Guerra Fulani, toda la tierra del imperio fue declarada waqf o propiedad de toda la comunidad musulmana. Sin embargo, el sultán asignó tierras a individuos o familias, al igual que un emir. Dicha tierra podría ser heredada por miembros de la familia pero no podría venderse. El intercambio comercial se basaba principalmente en esclavos kafir, caracoles u oro.. Los principales cultivos producidos fueron el borra, el índigo, la cola y las nueces de karité, los cereales, el arroz, el tabaco y la cebolla.
La esclavitud siguió siendo una gran parte de la economía, aunque su funcionamiento se vio afectado con el final del comercio atlántico de esclavos. Los esclavos se cazaban a través de razias y a través de mercados, como se había operado anteriormente en África Occidental. El fundador del Califato, solo permitió la esclavitud de los no musulmanes; la esclavitud se consideraba un proceso para incorporar a esos pueblos a la comunidad musulmana a través de su conversión forzada. Aproximadamente la mitad de la población del Califato era esclava en el siglo XIX. Sin embargo, la expansión de las plantaciones agrícolas bajo el Califato dependía del trabajo esclavo. Estas plantaciones se establecieron alrededor de los rábidas y grandes áreas de producción agrícola se llevaron a cabo alrededor de las ciudades del imperio. La institución de la esclavitud estuvo mediada por la falta de una barrera racial entre los pueblos, y por un conjunto complejo y variado de relaciones entre propietarios y esclavos, que incluían el derecho a acumular propiedades mediante el trabajo en sus propias parcelas, la manumisión y la potencialidad con el objetivo de forzar a los esclavos a convertirse al islam y así ser miembros de la comunidad islámica y poder tener esclavos. Hay registros históricos de esclavos que alcanzaron altos niveles de gobierno y administración en el Califato de Sokoto.
Su prosperidad comercial también se basó en la estricta imposición de las tradiciones islámicas, integración del mercado, yihad y una extensa red de comercio de exportación de esclavos.
Se estima que 2 millones de personas fueron mantenidas por el Califato de Sokoto como esclavos, para trabajar en los campos. De hecho, en su apogeo, el califato de Sokoto tenía más esclavos que cualquier estado en toda África.

## Declive y caída
La atención europea se había centrado en la región para la expansión colonial durante gran parte de la última parte del siglo XIX. Los franceses, en particular, habían enviado múltiples misiones de exploración a la zona para evaluar las oportunidades coloniales después de 1870.
El explorador francés Parfait-Louis Monteil visitó Sokoto en 1891 y observó que el Califato estaba en guerra con el Emir de Argungu, derrotando a Argungu al año siguiente. Monteil afirmó que el poder de los fulani se tambaleaba debido a la guerra y a la llegada del impopular califa Abderrahman dan Abi Bakar.
Sin embargo, después de la Conferencia de Berlín, los británicos se habían expandido al sur de Nigeria, y para 1902 habían comenzado los planes para mudarse al califato de Sokoto. El general británico Frederick Lugard utilizó las rivalidades entre muchos de los emires del sur y la administración central de Sokoto para evitar cualquier defensa mientras trabajaba por la capital. A medida que los británicos se acercaban a la ciudad de Sokoto, el nuevo sultán Muhammadu Attahiru I organizó una rápida defensa de la ciudad y luchó contra el avance de las fuerzas dirigidas por los británicos. La fuerza británica ganó rápidamente, enviando a Attahiru I y a miles de seguidores en una hégira mahdista.
El 13 de marzo de 1903, en la gran plaza del mercado de Sokoto, el último Visir del Califato fue concedido oficialmente al gobierno británico. Los británicos nombraron a Muhammadu Attahiru II como el nuevo Califa. Fredrick Lugard abolió el califato, pero conservó el título de sultán como posición simbólica en el recién organizado Protectorado del Norte de Nigeria. Este remanente se conoció como "Consejo del Sultanato de Sokoto". En junio de 1903, los británicos derrotaron a las fuerzas restantes de Attahiru I y lo mataron; en 1906 la resistencia al dominio británico había terminado.

Califato de Sokoto, c. 1875

## Legado
Aunque ha perdido su antiguo poder político, el Consejo del Sultanato de Sokoto sigue existiendo, y los sultanes de Sokoto siguen siendo "figuras destacadas en la sociedad Nigeriana". Incluso los presidentes de Nigeria han buscado su apoyo.
Debido a su impacto, el califato de Sokoto también es venerado por los islamistas en la Nigeria moderna. Por ejemplo, el grupo militante yihadista Ansaru ha prometido revivir el Califato de Sokoto para restaurar la "dignidad perdida de los musulmanes en el África negra".